# Breakage
Breakage (eigentlich James Boyle) ist ein international erfolgreicher Drum-and-Bass-/Dubstep-Produzent und DJ aus London.

## Biografie
James Boyle alias Breakage begann bereits mit 13 Jahren als DJ. Erstmals machte er 2000 mit einem Remix von Here Come the Drums von Doc Scott auf sich aufmerksam. Seitdem folgten zahlreiche eigene Veröffentlichungen beim Drum-and-Bass-Label Reinforced, bei dem er mit 17 Jahren unterschrieb, und anderen Labels, später auch bei seinem eigenen Label Scientific Wax, das er zusammen mit Equinox betreibt. 2006 erschien sein Debütalbum This Too Shall Pass.
Mit den Titeln Run 'Em Out mit Unterstützung von Roots Manuva und vor allem mit Hard hatte er 2009 erstmals größere Erfolge. Das folgende Album Foundation wurde ebenfalls von der internationalen Musikpresse gelobt. Seinen ersten Charterfolg hatte Breakage zusammen mit der Sängerin Jess Mills mit Fighting Fire, das Anfang März 2011 in die Top 40 in Großbritannien einstieg.

## Diskografie
Alben
- This Too Shall Pass (2006)
- Foundation (2010)

Singles
- Callahan (2007)
- Run 'Em Out (featuring Roots Manuva, 2009)
- Hard (featuring David Rodigan & Newham Generals, 2009)
- Speechless / Justified (2010)
- Fighting Fire (featuring Jess Mills, 2011)